# Ri Yong-ho
Ri Yong-ho (리용호?; IPA: [ɾi.joŋ.ɦo]; Pyongyang, 10 luglio 1956) è un politico e diplomatico nordcoreano, Ministro degli Affari Esteri della Repubblica Popolare Democratica di Corea dal 2016 al 2020.
Membro del 7° Comitato Centrale del Partito dei Lavoratori di Corea e del suo Politburo e deputato alla 14ª Assemblea Suprema del Popolo, Ri è conosciuto come un abile negoziatore, in particolare con gli Stati Uniti in merito al programma nucleare nordcoreano. La sua carriera diplomatica è durata più di 30 anni,  compresi incarichi in varie ambasciate.

## Biografia
Ri è nato nel 1956; suo padre è Ri Myong-je, uno stretto aiutante della dinastia Kim ed ex redattore della Korean Central News Agency.  Ri si è diplomato alla Namsan High School di Pyongyang nel 1973 e si è laureato in inglese presso l'Università di Lingue Straniere di Pyongyang.

### Attività diplomatica
Ri è un diplomatico di carriera, entrato nel Ministero degli Affari Esteri nel 1978. Nel 1979 divenne segretario dell'ambasciata nordcoreana in Zimbabwe per quattro anni. Tra il 1985 e il 1988 è stato segretario presso l'ambasciata nordcoreana in Svezia.
Quindi Ri è tornato al ministero degli Esteri, dove è stato leader, supervisore e vicedirettore dell'Ufficio delle Organizzazioni Internazionali del ministero. Questo incarico gli ha permesso di essere coinvolto nei negoziati con gli Stati Uniti. Nel 1995 è stato promosso consigliere presso il ministero. A quel tempo, fu descritto come uno stretto alleato di Kang Sok-ju. Ha preso parte a negoziati diretti con gli Stati Uniti nel 1990. Nell'ottobre 2000, è stato ambasciatore generale accompagnando Jo Myong-rok ai negoziati a Washington.
Tra il 2003 e il 2007 è stato ambasciatore nel Regno Unito. Il 23 settembre 2010 Ri è stato nominato Vice Ministro degli Affari Esteri per una parte del tempo sotto Ri Su-yong. Ri è stato il principale rappresentante della Corea del Nord ai colloqui a sei nel 2011. Il team di Ri negoziò l'"accordo del giorno bisestile" durante quei colloqui a sei.  Nel 2011, Ri ha incontrato i negoziatori sudcoreani a Bali per mediare un accordo sul proseguimento dei colloqui sul disarmo nucleare.

### Ministro degli Esteri
Ri è stato nominato Ministro degli Affari Esteri il 9 maggio 2016. La sua promozione avvenne dopo il 7º Congresso del Partito dei Lavoratori di Corea, che lo rese membro a pieno titolo del Comitato Centrale  e membro supplente del Politburo. In precedenza, dal 28 settembre 2010, era stato membro supplente del Comitato Centrale. Ri è anche deputato alla 14ª Assemblea Suprema del Popolo, in rappresentanza del 371º Distretto Elettorale (Unha).
Nell'agosto 2017, tra le crescenti tensioni nella penisola coreana, Ri ha preso parte a un raro incontro multilaterale con i ministri degli Esteri in un vertice a Manila, nelle Filippine. Ri ha negoziato con le sue controparti sudcoreane, cinesi e russe. Il 7 agosto Ri ha detto che il suo paese non negozierà mai sulle armi nucleari della Corea del Nord.
Il 23 settembre 2017, Ri ha partecipato all'Assemblea Generale delle Nazioni Unite e ha osservato in un discorso che Donald Trump è "castigato anche dal popolo americano come 'Comandante nel dolore'. E lo ha definito "bugiardo" e chiamato "Mr. Evil President". Successivamente, fu nominato membro a pieno titolo del Politburo. Secondo Michael Madden della Johns Hopkins University,"Ri può ora essere identificato in modo sicuro come uno dei principali responsabili politici della Corea del Nord... Anche se ha incontri informali o off the record, gli interlocutori di Ri possono essere certi che qualsiasi proposta sarà portata direttamente al vertice". 

Nell'agosto 2019, Ri ha condannato le proteste di Hong Kong del 2019, affermando: "La Corea del Nord sostiene pienamente la posizione e le misure della Cina per difendere la sovranità, la sicurezza e l'integrità territoriale del paese e salvaguardare la prosperità e la stabilità di Hong Kong, e le preoccupazioni per l'interferenza delle forze straniere nella questione di Hong Kong".
Nel gennaio 2020 Ri è stato destituito dalla sua posizione di Ministro degli Affari Esteri. Il suo successore, annunciato due giorni più tardi, è stato Ri Son-Gwon, conosciuto come un intransigente.